# Cerro de los Castellones (Huétor Tájar)
El Cerro de los Castellones, es un yacimiento descubierto en el ámbito de las prospecciones correspondientes al entorno arqueológico del Cerro de la Mora, correspondiente con un asentamiento rural en ladera.
Se trata de un sitio de superficie reducida, localizado en la margen izquierda del arroyo Milanos en un cerro alomado de 618 m, al noroeste del casco urbano de Huétor Tájar.
Los hallazgos arqueológicos se centran en las ladera meridional y oriental del cerro, pertenecientes fundamentalmente al período íbero, romano y medieval; aunque también están presentes restos del período protohistórico y del Bronce Final, como son los restos de tipología fenicia encontrados. Entre estos restos orientalizantes destacan numerosas ánforas fenicias del tipo R-1 y, por su singularidad, restos de un cuenco trípode.